# Grido (scout)
(Robert Baden-Powell in Scautismo per ragazzi, Capitolo 1, Chiacchierata n. 4)
Il grido di Squadriglia (o di Pattuglia), chiamato anche urlo, nella terminologia scout, è un motto, una massima, o comunque una frase concisa che serve alla Squadriglia per presentarsi. Viene usato nelle cerimonie ufficiali quali alzabandiera e ammainabandiera ma anche inizio e fine riunione o comunque a quasi tutti gli schieramenti da cerimonia.

## Svolgimento
La modalità di esecuzione del Grido varia a seconda delle tradizioni di Reparto e di Squadriglia, ma in linea generale: i capi e gli scout con la promessa scout fanno il saluto. I capi sono uno di fronte all'altro. Il vice dice: squadriglia/pattuglia (nome), elementi più uno (talvolta due), pronti. Poi viene lanciato dal Caposquadriglia e continuato dagli altri Squadriglieri.
In alcuni casi vengono adottati altri schemi.